# Кахраманмараш (вилает)
Кахраманмараш (на турски: Kahramanmaraş) е вилает в Турция. Административен център на вилаета е едноименният град Кахраманмараш.
Вилаетът има население от 1 034 727 жители (2006) и обща площ от 14 327 кв. км. Разделен е на 10 общини.

## Население
Численост на населението според преброяванията през годините:
| Година | Численост |
| 1990   | 894 264   |
| 2000   | 1 002 384 |
| 2011   | 1 052 336 |